# 크시옹시성

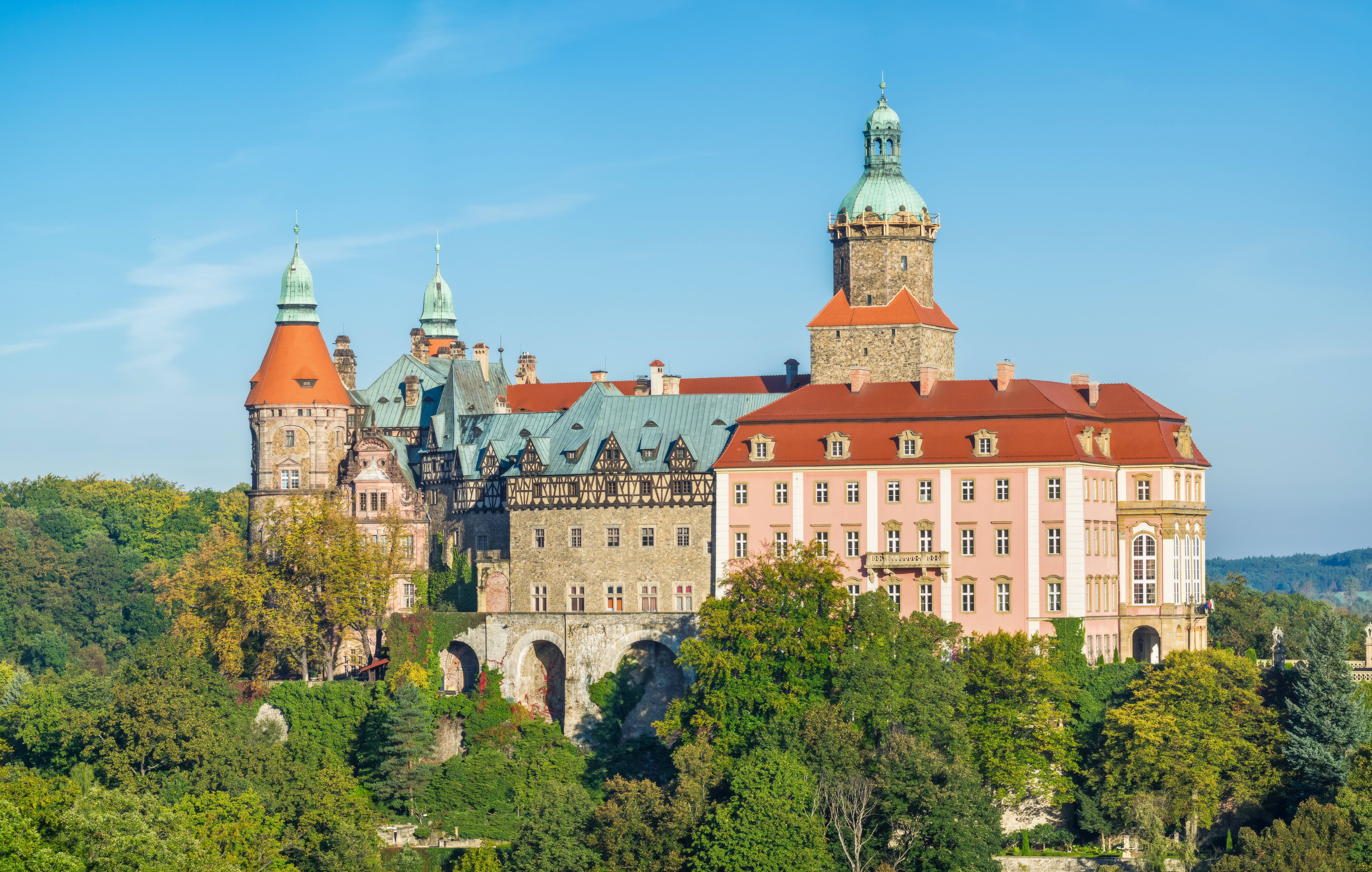
크시옹시성

크시옹시성(폴란드어: Zamek Książ)은 폴란드 돌니실롱스크주 바우브지흐에 있는 성이다. 실롱스크에서 가장 큰 성 으로, 말보르크성과 바벨성에 이어 폴란드에서 세 번째로 큰 성이다. 펠치니차강 협곡을 내려다보고 있으며 바우브지흐의 주요 관광 명소 중 하나다.